# Радковица
Радковица (укр. Радковиця) — село в Городокском районе Хмельницкой области Украины.
Население по переписи 2001 года составляло 473 человека. Почтовый индекс — 32040. Телефонный код — 3251. Занимает площадь 2,611 км². Код КОАТУУ — 6821287101.

## Местный совет
32041, Хмельницкая обл., Городокский р-н, с. Радковица